# U.S. Route 87
U.S. Route 87 (ou U.S. Highway 87) é uma autoestrada dos Estados Unidos.
Faz a ligação do Sul para o Norte. A U.S. Route 87 foi construída em 1926 e tem 1 998 milhas (3 215 km).

## Principais ligações
Autoestrada 10/Autoestrada 35 em San Antonio

 Autoestrada 20 em Big Spring

 Autoestrada 40 em Amarillo

 Autoestrada 70/Autoestrada 76 em Denver

 Autoestrada 80 em Cheyenne

 Autoestrada 90 em Billings